# Споднє Лаже
Споднє Лаже (словен. Spodnje Laže) — поселення в общині Словенське Коніце, Савинський регіон, Словенія. Висота над рівнем моря: 267,8 м.